# Hymenoplia chevrolati
Hymenoplia chevrolati är en skalbaggsart som beskrevs av Étienne Mulsant 1842. Hymenoplia chevrolati ingår i släktet Hymenoplia och familjen Melolonthidae. Inga underarter finns listade i Catalogue of Life.